# 9657 Ucka
A 9657 Ucka (ideiglenes jelöléssel 1996 DG2) a Naprendszer kisbolygóövében található aszteroida. Korado Korlević és Damir Matkovic fedezte fel 1996. február 24-én.